# Die Stunde der Komödianten (Film)
Die Stunde der Komödianten (Originaltitel: The Comedians) ist ein US-amerikanischer Spielfilm von Peter Glenville aus dem Jahr 1967. Es handelt sich um die Verfilmung des gleichnamigen Romans von Graham Greene, der auch das Drehbuch verfasste.

## Handlung
Auf Haiti geraten einige sehr verschiedenartige Menschen in Konflikt mit der allmächtigen Geheimpolizei „Tonton Macoute“, die mit unmenschlichen Methoden das Regime des gefürchteten Diktators François Duvalier aufrechterhält. So werden sie aus weltfremden Träumen gerissen und gezwungen, ihre Posen und Eigensüchteleien aufzugeben und sich einer bedrückenden Wirklichkeit zu stellen.

## Hintergrund
Elizabeth Taylor nahm die kleine Rolle, die sie im Film spielt, angeblich deshalb an, weil Sophia Loren ihre Rolle spielen sollte und sie nicht wollte, dass Richard Burton mit Loren Liebesszenen spielt. Ihre Gage betrug 500.000 Dollar, Burton erhielt 750.000 Dollar. Es ist der einzige Film, in dem Taylor mit deutschem Akzent spricht.

## Deutsche Fassung
Die deutsche Synchronbearbeitung entstand 1967.
| Rolle              | Darsteller           | Synchronsprecher       |
| ------------------ | -------------------- | ---------------------- |
| Mr. Brown          | Richard Burton       | Harald Juhnke          |
| Martha Pineda      | Elizabeth Taylor     | Rosemarie Fendel       |
| Major Jones        | Alec Guinness        | Friedrich Schoenfelder |
| Botschafter Pineda | Peter Ustinov        | Alexander Welbat       |
| Mr. Smith          | Paul Ford            | Paul Wagner            |
| Mrs. Smith         | Lillian Gish         | Ursula Krieg           |
| Petit Pierre       | Roscoe Lee Browne    | Klaus Miedel           |
| Concasseur         | Raymond St. Jacques  | Heinz Petruo           |
| Henri Philipot     | Georg Stanford Brown | Herbert Stass          |

## Kritiken
„Episch breite Verfilmung eines Romans von Graham Greene, die mit wenig Erfolg ein politisches und privates Drama zu verbinden versucht. Übrig bleibt ein gepflegt inszenierter Starfilm.“

„Unter der Regie von Peter Glenville entstand ein gut inszenierter Starfilm, der den politischen Aspekt in den Hintergrund drängt. Dennoch ist dies packende Unterhaltung, in der die Hauptfiguren im Angesicht des Todes ihre jeweiligen Lebenslügen aufdecken.“

„Die Romanze zwischen einem abgewrackten Amerikaner und einer Botschaftersgattin unter der Diktatur auf Haiti steht im Mittelpunkt; drumherum ein Sammelsurium kurioser Außenseiter, Selbstdarsteller, Komödianten, deren Schicksal sich vor dem Hintergrund des mörderischen politischen Spannungsfeldes entfaltet. Am Ende erreicht der Film tragisch-absurde Dimensionen. (Wertung: 2½ von 4 möglichen Sternen – überdurchschnittlich)“

„Der mehr epische als dramatische Inszenierungsstil wird dem Stoff nicht gerecht, da er nicht die menschlichen, sondern die kolportagehaften Züge der Handlung betont. Ab 16 ohne Empfehlung.“

## Auszeichnungen
- Lillian Gish war 1968 in der Kategorie Beste Nebendarstellerin für den Golden Globe nominiert.
- Vom National Board of Review wurde Paul Ford als Bester Nebendarsteller des Filmjahres 1967 ausgezeichnet.